# Степан Кукуруза
Степан Кукуруза (рік народження та рік смерті невідомі) — громадський та культурний діяч у місті Харбін (Маньчжурія, північна-східна частина Китаю; дивіться Далекосхідні поселення українців; Китай, українці в Китаї). 
Родом з Подільської губернії. 1906 царський уряд позбавив його права вчителювати (до цього часу працював сільським учителем) і він був висланий до Сибіру. Згодом став службовцем Китайської Чанчуньської (Китайсько-Східної, нині Харбінська) залізниці.
Жив у Харбіні, з 1909 року диригував хором при Українському клубі. 
Організатор і впродовж багатьох років (з 1910) голова аматорського гуртка "Бандура". 
Після Лютневої революції 1917 був обраний (у березні 1917) секретарем тимчасового Українського бюро в Харбіні. 
У липні 1917 як член правління Українського клубу обраний до складу Маньчжурської окружної української ради, член її президії, керівник культурно-просвітньої секції. 
Від грудня 1917 – редактор журналу "Засів". 
У жовтні 1918 – секретар 4-го Українського далекосхідного надзвичайного з'їзду (проходив у місті Владивосток, нині місто в РФ). 
1918–19 – секретар українського консульства в Харбіні. 
Автор двох читанок – "Перша читанка" і "Рідні зерна" – та граматики для українських шкіл на Далекому Сході. 
1921 – заступник голови українського православного братства Покрови Пресвятої Богородиці в Харбіні, диригент церковного хору, член ревізійної комісії харбінського товариства "Просвіта" (дивіться Просвіти). 
1936 виїхав з родиною до СРСР. Невдовзі був репресований і страчений.